# Theissenia
Theissenia is een geslacht van schimmels dat behoort tot de familie Graphostromataceae. De typesoort is Theissenia pyrenocrata.

## Soorten
Volgens Index Fungorum telt het geslacht twee soorten:
| Soortnaam              | Auteur(s)                         | Publicatiejaar |
| ---------------------- | --------------------------------- | -------------- |
| Theissenia cinerea     | Y.M. Ju, J.D. Rogers & H.M. Hsieh | 2003           |
| Theissenia pyrenocrata | (Theiss.) Maubl.                  | 1914           |